# مسعى التنين (أنمي)
مسعى التنين (باليابانية: ドラゴンクエスト، بالروماجي: دوراغون كويستو) ويعرف أيضًا باسم مسعى التنين: أسطورة البطل هابيل (ドラゴンクエスト ～勇者アベル伝説～ دوراغون كويستو يوشا أبيرو دنستسو) هو مسلسل أنمي مقتبس من سلسلة ألعاب فيديو بنفس الاسم. أُصدرت مجموعة رقمية مع المسلسل كاملاً في 28 مارس 2008 في اليابان.

## القصة
القصة تحكي عن فتى مراهق يدعى هابيل (アベル) وصديقته المقربة تيالا (ティアラ). في عيد ميلادها الخامس عشر، تتلقى تيالا جوهرة حمراء لها القدرة على إيقاظ التنين الأعظم. يمكن للتنين منح الخلود لمن يشرب دمه. باراموس - شيطان من مملكة إستارك - يرغب في إيجاد الحجر للحصول على الخلود. يقوم باراموس باختطاف تيالا وينطلق لإيجاد موقع التنين. شيخ قرية يعطي هابيل حجرًا أزرقًا له القدرة على «ختم» التنين إن استيقظ. ويعطي الشيخ هابيل بعض النصائح قبل المغادرة، ويبدأ هابيل مغامرته لإنقاذ تيالا وهزيمة باراموس.

## الشخصيات
| الشخصية                                                           | المؤدي الياباني                                    |
| ----------------------------------------------------------------- | -------------------------------------------------- |
| هابيل (アベル أبيرو)                                              | تورو فورويا (شاب) تشي ساتو (طفل)                   |
| تيالا (ティアラ تيارا)                                            | ماساكو كاتسكي                                      |
| الملك الشيطاني العظيم باراموس (大魔王バラモス داي ما أو باراموسو) | تاكيشي واتابي                                      |
| مور (ムーア موا)                                                  | هيديكاتسو شيباتا                                   |
| الجنرال جيكيدو (ジキド将軍 جيكيدو شوغون)                          | كاتسوجي موري                                       |
| ديزي (デイジィ ديجي)                                              | يوكو ميتا                                          |
| الأمير فرانك (フランク王子 فورانكو أوجي)                          | نوبوتوشي كانا                                      |
| باهاراتا (バハラタ)                                               | هيروتاكا سوزوؤكي                                   |
| صوفيا                                                             | ريكو موتو                                          |
| موكوموكو (モコモコ)                                               | توشيهارو ساكوراي                                   |
| كاكا (カカ)                                                       | جونكو شيماكاتا                                     |
| تشيتشي (チチ)                                                     | ميوكو أوبا                                         |
| ياناك (ヤナック ياناكو)                                           | كيتون يامادا                                       |
| دودونغا (ドドンガ)                                                | دايسكي غوري                                        |
| الجنرال لودوف (ルドルフ将軍 رودوروفو شوغون)                       | تاكيشي أونو                                        |
| أورتيغا (オルテガ أوروتيغا)                                       | هيروهيكو كاكيغاوا (1989) كينجي أوتسومي (1990)      |
| زاناك (ザナック زاناكو)                                           | هيروشي أوتاكي ناوكي تاتستا                         |
| أدونيس (アドニス أدونيسو)                                         | ريو هوريكاوا                                       |
| سارة                                                              | توموكو ناكا                                        |
| توبي (トビー)                                                     | ريو هوريكاوا                                       |
| منيا (ミネア)                                                     | يومي ناغاهاتاباليابانية (شاب) هيروكو إيموري (كبير) |
| مانيا (マーニャ)                                                  | ناهو يوشيداباليابانية                              |
| بيير (ピエール بييرو)                                             | تيتسو كوموراباليابانية                             |
| هارغون (ハーゴン هاغون)                                           | يوجي ماتشي إيتشيرو ناغاي                           |
| المتاهة العظيمة (大魔道 داي مادو)                                 | شينوبو ساتوشي                                      |

## الإنتاج
أخرج المسلسل رينتارو وكاتسوهيسا يامادا. التصميمات كانت من رسم أكيرا تورياما والحوار كان من إشراف تاكاشي يامادا.

## الألحان

### البداية
| م. | عنوان                                                 | تاريخ العرض                  | كلمات        | تلحين             | توزيع        | غناء        | حلقات |
| -- | ----------------------------------------------------- | ---------------------------- | ------------ | ----------------- | ------------ | ----------- | ----- |
| 1  | الهدف إلى المستقبل (未来をめざして ميراي وو ميزاشيتي) | 11 يناير 1991 - 5 أبريل 1991 | شيغيرو أمانو | توشياكي ماتسوموتو | أكيرا ميتاكي | تورو فورويا | 33-43 |

### النهاية
| م. | عنوان                                                                      | تاريخ العرض                    | كلمات           | تلحين             | توزيع                      | غناء             | حلقات |
| -- | -------------------------------------------------------------------------- | ------------------------------ | --------------- | ----------------- | -------------------------- | ---------------- | ----- |
| 1  | آمن بالأحلام (夢を信じて يومي نو شينجيتي)                                  | 2 ديسمبر 1989 - 4 أغسطس 1990   | هيتوشي شينوهارا | هيدياكي توكوناغا  | إشيزو سيو                  | هيدياكي توكوناغا | 1-26  |
| 2  | عاصمة قوس قزح (虹の都 نيجي نو مياكو)                                       | 11 أغسطس 1990 - 22 سبتمبر 1990 | إيشيبان أريمورا | هيديمارو أوكي     | كابوكي روكس ونوبوهيكو ساتو | كابوكي روكس      | 27-32 |
| 3  | قوس قزح يوم جديد كليًا (虹のＢＲＡＮＤ ＮＥＷ ＤＡＹ نيجي نو براند نيو داي) | 11 يناير 1991 - 5 أبريل 1991   | شيغيرو أمانو    | توشياكي ماتسوموتو | أكيرا ميتاكي               | تورو فورويا      | 33-43 |

## الحلقات
| رقم الحلقة | عنوان الحلقة | تاريخ العرض الأصلي |
| ---------- | --- | ------------------ |
| 1          | «المستوى 1» "ريبيرو وان" (レベル１)                                                                                             | 2 ديسمبر 1989      |
| 2          | «المستوى 2» "ريبيرو تسو" (レベル２)                                                                                             | 9 ديسمبر 1989      |
| 3          | «المستوى 3» "ريبيرو سوري" (レベル３)                                                                                            | 16 ديسمبر 1989     |
| 4          | «المستوى 4» "ريبيرو فو" (レベル４)                                                                                              | 23 ديسمبر 1989     |
| 5          | «المستوى 5» "ريبيرو فايبو" (レベル５)                                                                                           | 20 يناير 1990      |
| 6          | «المستوى 6» "ريبيرو شيكسو" (レベル６)                                                                                           | 27 يناير 1990      |
| 7          | «المستوى 7» "ريبيرو سيبون" (レベル７)                                                                                           | 3 فبراير 1990      |
| 8          | «المستوى 8» "ريبيرو إيتو" (レベル８)                                                                                            | 10 فبراير 1990     |
| 9          | «المستوى 9» "ريبيرو ناين" (レベル９)                                                                                            | 17 فبراير 1990     |
| 10         | «المستوى 10» "ريبيرو تن" (レベル１０)                                                                                           | 24 فبراير 1990     |
| 11         | «المستوى 11» "ريبيرو إريفون" (レベル１１)                                                                                       | 3 مارس 1990        |
| 12         | «المستوى 12» "ريبيرو تويروفو" (レベル１２)                                                                                      | 10 مارس 1990       |
| 13         | «المستوى 13» "ريبيرو ساتين" (レベル１３)                                                                                        | 17 مارس 1990       |
| 14         | «المستوى 14» "ريبيرو فوتين" (レベル１４)                                                                                        | 24 مارس 1990       |
| 15         | «المستوى 15» "ريبيرو فيفوتين" (レベル１５)                                                                                      | 14 أبريل 1990      |
| 16         | «المستوى 16» "ريبيرو شيكسوتين" (レベル１６)                                                                                     | 21 أبريل 1990      |
| 17         | «المستوى 17» "ريبيرو سيبونتين" (レベル１７)                                                                                     | 5 مايو 1990        |
| 18         | «المستوى 18» "ريبيرو إيتين" (レベル１８)                                                                                        | 12 مايو 1990       |
| 19         | «المستوى 19» "ريبيرو ناينتين" (レベル１９)                                                                                      | 19 مايو 1990       |
| 20         | «المستوى 20» "ريبيرو توينتي" (レベル２０)                                                                                       | 2 يونيو 1990       |
| 21         | «المستوى 21» "ريبيرو توينتي وان" (レベル２１)                                                                                   | 9 يونيو 1990       |
| 22         | «المستوى 22» "ريبيرو توينتي تسو" (レベル２２)                                                                                   | 16 يونيو 1990      |
| 23         | «المستوى 23» "ريبيرو توينتي سوري" (レベル２３)                                                                                  | 30 يونيو 1990      |
| 24         | «المستوى 24» "ريبيرو توينتي فو" (レベル２４)                                                                                    | 7 يوليو 1990       |
| 25         | «المستوى 25» "ريبيرو توينتي فايبو" (レベル２５)                                                                                 | 28 يوليو 1990      |
| 26         | «المستوى 26» "ريبيرو توينتي شيكسو" (レベル２６)                                                                                 | 4 أغسطس 1990       |
| 27         | «المستوى 27» "ريبيرو توينتي سيبون" (レベル２７)                                                                                 | 11 أغسطس 1990      |
| 28         | «المستوى 28» "ريبيرو توينتي إيتو" (レベル２８)                                                                                  | 18 أغسطس 1990      |
| 29         | «المستوى 29» "ريبيرو توينتي ناين" (レベル２９)                                                                                  | 25 أغسطس 1990      |
| 30         | «المستوى 30» "ريبيرو ساتي" (レベル３０)                                                                                         | 8 سبتمبر 1990      |
| 31         | «المستوى 31» "ريبيرو ساتي وان" (レベル３１)                                                                                     | 15 سبتمبر 1990     |
| 32         | «المستوى 32» "ريبيرو ساتي تسو" (レベル３２)                                                                                     | 22 سبتمبر 1990     |
| 33         | «عزم جديد للأبطال!!» "يوشا-تاتشي نو أراتا نارو كتسوي!!" (勇者たちの新たなる決意！！)                                            | 11 يناير 1991      |
| 34         | «عدو أم حليف!؟ السياف الوسيم أدونيس» "تيكي كا ميكاتا كا!؟ نازو نو بي كنشي أدونيسو" (敵か味方か！？謎の美剣士アドニス)           | 25 يناير 1991      |
| 35         | «إنعاش!! العنقاء لاميا» "يوميغايري!! فوشيتشو راميا" (甦れ！！不死鳥ラーミア)                                                    | 1 فبراير 1991      |
| 36         | «الظهور!! جزيرة السماء العائمة» "شوتسوغين!! تنكو نو فويو شيما" (出現！！天空の浮遊島)                                           | 8 فبراير 1991      |
| 37         | «المعبد الأزرق - هابيل يسحب السيف المقدس!!» "أوكي شيندن - أبيرو يو سيه كين وو نوكي!!" (青き神殿 アベルよ聖剣を抜け！！)         | 15 فبراير 1991     |
| 38         | «الهجوم! مواجهة قلعة إستارك الحاسمة» "توتسوغيكي! إسوتاكو جو نو كيسن" (突撃！エスターク城の決戦)                                 | 22 فبراير 1991     |
| 39         | «التنين الأسطوري في أرياهان!؟» "دينستسو نو ريو وا أرياهان ني!؟" (伝説の竜はアリアハンに！？)                                    | 1 مارس 1991        |
| 40         | «لغز مخفي في بحيرة إله التنين!؟» "ريو جين كو ني هيميراريتا نازو!؟" (竜神湖に秘められた謎！？)                                   | 8 مارس 1991        |
| 41         | «التنين الغاضب ضد باراموس الخارق» "أوكوريرو ريو فاساسو سوبا باراموسو" (怒れる竜ＶＳスーパーバラモス)                            | 15 مارس 1991       |
| 42         | «ميلاد بطل عظيم!! معجزة الكرة الزرقاء والحمراء» "داي يوشا تانجو!! أو تو أكا نو تاما نو كيسيكي" (大勇者誕生！！青と赤の珠の奇跡) | 22 مارس 1991       |
| 43         | «المواجهة الحاسمة الأخيرة!! هابيل ضد باراموس» "سايشو كيسين!! أبيرو فاساسو باراموسو" (最終決戦！！アベルＶＳバラモス)            | 5 أبريل 1991       |

## وصلات خارجية
- مسعى التنين  في شبكة أخبار الأنمي
- مسعى التنين على موقع IMDb (الإنجليزية)
- مسعى التنين على موقع كينوبويسك (الروسية)
- مسعى التنين على موقع قاعدة بيانات الفيلم (الإنجليزية)
- مسعى التنين على موقع ANN anime (الإنجليزية)